# Princetown
Princetown är en by i West Devon i Devon i England. Byn ligger 38,2 km från Exeter. Orten har 1 461 invånare (2015).